# 18e division d'infanterie (Vietnam du Sud)
Pour les articles homonymes, voir 18e division d'infanterie.
La 18e division d'infanterie (en vietnamien: Sư đoàn 18 Bộ Binh - en anglais: 18th Division (South Vietnam)) de l'Armée de terre de la république du Viêt Nam (Army of the Republic of Vietnam - ARVN) - l'armée de terre de l'État-nation du Sud-Viêt Nam qui a existé de 1955 à 1975 - faisait partie du 3e corps d'armée.
Les Etats Unis, par le Commandement d'assistance militaire du Vietnam (Military Assistance Command, Vietnam) considère la 18e division comme indiscipliné et il était bien connu dans tout l'ARVN pour sa réputation de « cowboy ». En 1975, la 18e division fut rendu célèbre pour sa défense tenace de Xuan Loc, la dernière grande bataille avant la chute de Saigon.

## Histoire

### 1965-1971

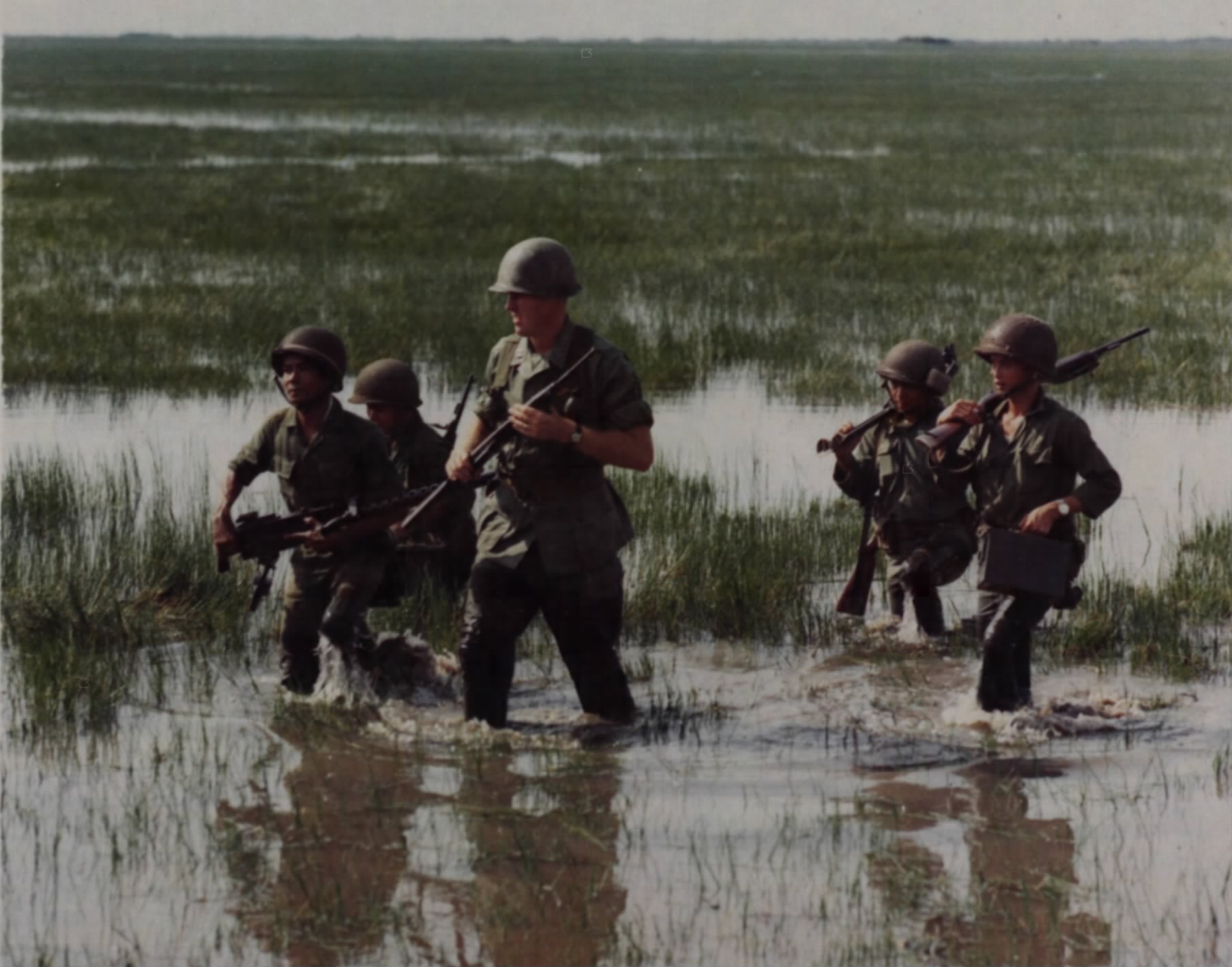
Une équipe de mitrailleurs du 1er bataillon du 52e régiment d'infanterie et leur conseiller américain pataugent dans une rizière, 27 août 1964.

La division est initialement activée sous le nom de 10e division d'infanterie en mai 1965 sous le commandement du général Lữ Mộng Lan:85. Fin 1965, les conseillers américains de la division considèrent le général Lan comme "lunatique et vacillant" et comme "un commandant marginal avec lequel il faudra travailler". Ils lui attribuent de bonnes notes pour sa "perspicacité et sa dextérité dans les affaires civiles et le moral des troupes", mais considèrent que son intérêt pour la politique locale est trop distrayant. Bien qu'ils aient trouvé ses trois commandants de régiment "compétents et volontaires", ils ont estimé qu'il était trop tôt pour juger si la division allait se fondre en une unité de combat. Le général William Westmoreland, commandant du Commandement de l'assistance militaire des États-Unis au Viêt Nam (Commander, U.S. Military Assistance Command, Vietnam - COMUSMACV), prédit que les opérations combinées avec la 1re division d'infanterie américaine et la 173e brigade aéroportée inciteront la division à se surpasser:115–6. 
Au début du mois de mai 1966, le général Westmoreland suggéra un effort " en binôme ", associant la 173e brigade aéroportée américaine et la 1re force opérationnelle australienne (1st Australian Task Force - 1ATF) à la division:185. 
En 1967, le Commandement de l'assistance militaire au Vietnam(Military Assistance Command, Vietnam - MACV) estime que les trois divisions de l'ARVN entourant Saigon, la division, la 5e et la 25e division, n'ont montré aucune amélioration, et les conseillers américains considèrent que leurs commandants, les généraux Đỗ Kế Giai, Pham Quoc Thuan (5e division) et Phan Trong Chinh (25e division), sont tout simplement incompétents. Les généraux de la Junte avaient convenu à plusieurs reprises de la nécessité de les remplacer, mais, pour des raisons politiques, n'avaient pris aucune mesure:245. Le chef du Soutien aux opérations civiles et au développement révolutionnaire (Civil Operations and Revolutionary Development Support - CORDS ), Robert Komer, a accusé plusieurs commandants de bataillon de la division d'avoir utilisé la nouvelle mission de pacification comme excuse pour se retirer de toutes les opérations significatives, sauf pour assurer leur propre protection:252. 
Les 27 et 8 juin 1967, des unités de la division engagent des forces de la 5e division viêt-cong (VC) près de Tuc Trung et doivent être aidées par le 1er escadron américain du 11e régiment de cavalerie blindée, qui mène l'opération Akron. Les pertes de l'ARVN s'élèvent à 51 morts, mais 167 VC sont tués, tandis que les forces américaines en revendiquent 49 de plus:380–4. 
Du 3 novembre 1967 au 5 janvier 1968, la division participe à l'opération Santa Fe, une opération de sécurité avec la 1re brigade de la 9e division d'infanterie américaine et la 1ATF contre la base de la 5e division VC dans la zone secrète de May Tao:108–10. 
Du 8 avril au 31 mai 1968, la division, intégrée au 3e corps d'armée, participe à l'opération Toan Thang I afin de maintenir la pression sur les forces PAVN/VC  après le succès de l'opération Quyet Thang. L'opération a impliqué presque toutes les unités de combat du 3e corps d'armée. L'opération fut un succès, les forces alliées revendiquant 7 645 VC/PAVN tués, mais l'opération n'empêcha pas les PAVN/VC de lancer leur offensive de mai contre Saigon:464–6. 
En septembre 1968, le MACV qualifie Giai d'inapte et les conseillers de la division notent que la division est même la "risée" des Vietnamiens. Le commandant de la  2e force de campagne, Vietnam (II Field Force, Vietnam), le lieutenant-général Walter T. Kerwin Jr. demanda de l'aide au général Creighton Abrams du COMUSMACV, et le commandant du MACV aurait "soulevé l'enfer" avec le président Nguyễn Văn Thiệu à ce sujet, mais Thiệu, se sentant peut-être plus en sécurité avec de vieux amis comme Giai autour de la capitale pour surveiller ses rivaux, n'a rien fait:333–4. 

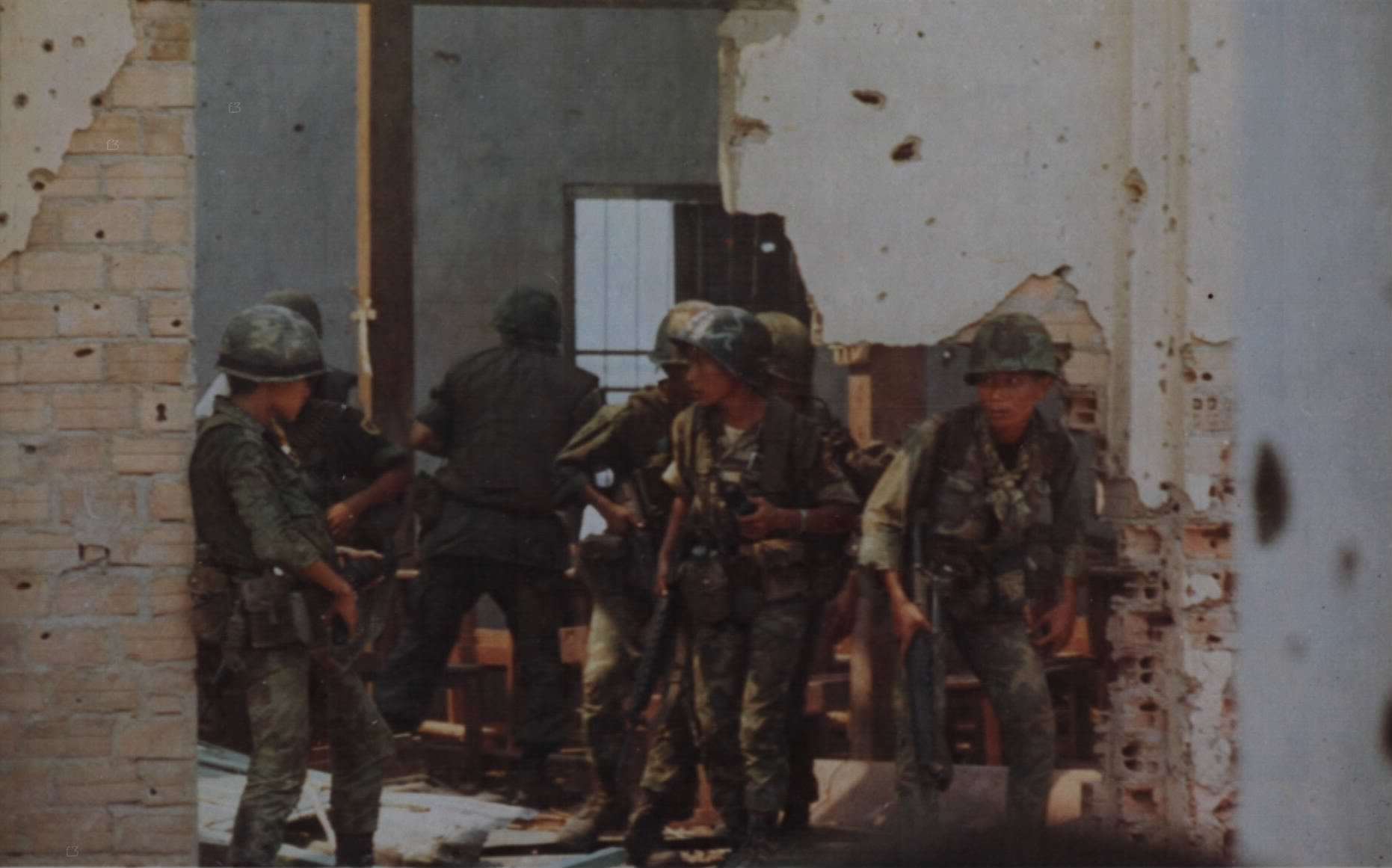
Des hommes de la 5e cavalerie de l'ARVN se déplacent de maison en maison à la recherche de PAVN cachés à Bien Hoa, 26 février 1969.

Le 15 janvier 1969, le quartier général et le 3e bataillon du 52e régiment ainsi que le 5e bataillon de Marines rejoignent l'opération Goodwood, la 1re force opérationnelle australienne (1ATF) remplaçant le 1er bataillon de Marines:39.
En juin 1969, le nouveau commandant de la II Field Force, le lieutenant-général Julian Ewell, lance le programme "Dong Tien" (ou "Progresser ensemble") avec le commandant du 3e corps d'armée, le général Đỗ Cao Trí, afin de "jumeler les unités américaines et ARVN pour mener des opérations combinées [qui]... maximiseraient l'efficacité des deux forces [et] réaliseraient en 2, 3 ou 4 mois un bond en avant dans les performances de l'ARVN et de la FR/PF". La 199e brigade d'infanterie légère américaine s'installe à Xuan Loc, quartier général de la division, et entame une série d'opérations combinées avec ce qui est encore considéré comme l'une des pires unités de l'ARVN:409–11.
En juillet 1969, le général Roderick Wetherill, conseiller principal du 4e corps d'armée, suggère de déployer des éléments de la division hors de la région paisible de Saigon et dans les régions frontalières du delta où ils pourraient acquérir une expérience de combat utile, mais Ewell traite la proposition comme une plaisanterie en disant que "le 18e ne pourrait pas toucher le sol avec son chapeau dans le terrain du delta contre le VC" et insiste pour qu'ils restent à la maison, hors de danger. Abrams est apparemment d'accord et laisse tomber l'affaire:381. 
De juillet à décembre 1969, les bataillons de la division sont passés par la base de la 1ATF à The Horseshoe pour s'entraîner au maniement des armes légères et à la tactique des petites unités. Le commandant adjoint de la 1ATF décrit les ARVN comme "le pire bataillon du pire régiment de la pire division du monde". Après avoir formé les unités de l'ARVN, les pelotons mixtes montaient des opérations de patrouille dans la zone de responsabilité tactique de Horseshoe.
En août 1969, Giai est finalement remplacé comme commandant de division par le général Lam Quang Tho, mais les responsables américains émettent de grandes réserves sur ce remplacement, ne considérant pas Tho comme un chef dynamique:364. Une évaluation du MACV décrivit plus tard Tho comme un "général très respecté et admiré", tandis qu'une autre le jugea comme un "lâche et un incompétent militaire":365. 
Le 20 septembre 1971, le camp de base de la division situé à 2 km à l'ouest de Tây Ninh reçoit 50 obus de mortier de 82 mm suivis d'une attaque de sapeurs par un bataillon estimé de la PAVN. Les PAVN ont perdu 52 tués, 9 capturés, 17 armes individuelles et deux armes lourdes, tandis que la division a perdu 21 tués. Le 22 septembre, des éléments du 1er bataillon du 43e régiment d'infanterie opérant à 12 km au nord de Tây Ninh ont engagé une force PAVN, soutenue par l'ARVN et l'artillerie américaine, ainsi que par des hélicoptères de combat américains, tuant 20 PAVN et capturant 3 armes individuelles et 4 armes lourdes.

### Offensive de Pâques
Pendant l'offensive de Pâques, fin mars 1972, le 2e bataillon du 52e régiment d'infanterie et le 1er bataillon du 48e régiment d'infanterie de la division sont tous deux transférés à la 5e division pour servir d'écran frontalier:18–9. Pendant la bataille de Loc Ninh, le 6 avril, le commandant de la 5e division, le général de brigade Lê Văn Hưng, organise les 2 bataillons en tant que Task Force 52 et leur ordonne de se déplacer vers le nord pour soulager le 9e régiment d'infanterie assiégé à Lộc Ninh. Alors que le 2e bataillon avance vers Lộc Ninh, il tombe dans une embuscade à la jonction de la route nationale 13 et de la route 17. Incapable de résister à la puissance de feu supérieure des VC, il est contraint de se replier. Pour empêcher la Task Force 52 d'évacuer vers Lộc Ninh ou An Lộc, les VC la poursuivent et bombardent leurs bases à l'artillerie lourde tout au long de la journée:19. Alors que Lộc Ninh tombe le matin du 7 avril à 9h00, le général Hưng ordonne à la Task Force 52 d'abandonner ses bases, de détruire toutes les armes lourdes et les véhicules, et de se replier sur An Lộc, à la suite de l'échec de leur tentative de renforcement de Lộc Ninh. Alors que la Task Force 52 tente de percer la route nationale 13, elle tombe sur une nouvelle embuscade de grande envergure tendue par les VC. Il faut environ une semaine aux soldats de la Task Force 52 pour atteindre An Lộc, en s'infiltrant à travers les positions PAVN/VC le long de la route principale:20–2. L'étape suivante de l'offensive est la bataille d'An Lộc:22. 
Le 13/4 juin, un régiment de la division est débarqué à An Lộc pour renforcer la 5e division épuisée:134. Le 11 juillet, la division entière arrive à An Lộc pour remplacer la 5e division:135. La division se déploie à partir d'An Lộc et repousse la PAVN, renforçant ainsi le contrôle de la région. Le 8 août, la division lance un assaut pour reprendre le camp de base de Quần Lợi (Quần Lợi Base Camp), mais elle est arrêtée par les PAVN dans les bunkers en béton armé de la base. Une nouvelle attaque fut lancée le 9 août avec des gains limités et les attaques sur la base se poursuivirent pendant les deux semaines suivantes pour finalement gagner un tiers de la base:198. L'ARVN a finalement attaqué les bunkers occupés par les PAVN avec des missiles TOW et des roquettes M-202, ce qui a brisé la défense des PAVN, forçant les défenseurs restants à fuir la base:201. 
Après la bataille, le colonel Lê Minh Đảo est nommé à la tête de la division à la place du général Tho:486. 
Fin novembre, la division est remplacée à An Lộc par les 3e, 5e et 6e groupe de Rangers:136.

### 1973-74
En avril 1974, lors de la bataille de Svay Rieng, un bataillon de la division fait partie des réserves pour la bataille et un autre bataillon fait partie d'une force opérationnelle qui balaie les bases PAVN dans la région d'Angel's Wing (11° 01′ 48″ N, 106° 09′ 47″ E) au Cambodge:94–6.
Du 16 mai au 2 juillet 1974, la division combat les 7e et 9e division PAVN dans la bataille du Triangle de fer, jusqu'à ce qu'elle soit relevée par la 5e division. À la mi-novembre, les 48e et 52e régiments rejoignent la bataille dans ses phases finales:101–5
Le 9 décembre, en réponse à l'attaque du 812e régiment de la PAVN sur le district de Tánh Linh, le 3e corps d'armée ordonne à la division, avec le 7e groupe de Rangers attaché, de quitter Xuân Lộc pour renforcer les territoires dans la province de Bình Tuy. Lorsque le 32e bataillon de Rangers tombe dans une embuscade bien préparée le long de la route 333 et subit de lourdes pertes, il devient évident que le 33e régiment de la PAVN ne va pas permettre que le renforcement de Bình Tuy se fasse sans combattre. Plus tard, les 1er et 2e bataillon du 48e régiment se joignirent à l'attaque le long de la route 333 et furent bientôt engagés dans de violents combats au nord de Gia Ray. Dans les jours qui suivent, le 85e bataillon de Rangers forme une force opérationnelle de quatre bataillons qui remonte la route 333, mais les éléments de tête ne dépassent jamais Gia Huynh, toujours à 16 km au sud de Hoai Duc. Le 33e régiment PAVN était retranché le long de la route, bien soutenu par des mortiers et de l'artillerie. Le 17 décembre, le village de Duy Can, entre Vo Xu et Tanh Linh, est envahi par le 812e régiment de la PAVN, et les quelques survivants de la 700e compagnie des forces régionales (Regional force - RF) luttent pour entrer dans Tánh Linh. Bien que les avant-postes encore aux mains de l'ARVN, ainsi que Hoai Duc et Tánh Linh reçoivent des tirs indirects nourris, le général Dư Quốc Đống, commandant du 3e corps d'armée, ordonne à la division de ne pas tenter de progresser au-delà de Gia Huynh sur la route 333. Son corps étant attaqué de Tay Ninh à Phuoc Long, il ne voulait pas risquer de voir quatre de ses bataillons coupés et décimés. Pendant ce temps, la PAVN fait sauter un pont au sud de Hoai Duc, occupe Vo Xu et augmente l'intensité de son attaque sur Tánh Linh. Après un bombardement de 3 000 obus les 23 et 24 décembre, la PAVN lance cinq assauts successifs et finit par franchir les dernières défenses de Tánh Linh le 25 décembre. Hoai Duc, pendant ce temps, était attaqué par la 274e Infanterie de la 6e division de la PAVN. Après que le 274e régiment de la PAVN ait pénétré les défenses locales de Hoai Duc et pris pied dans les périphéries nord-est et sud-ouest de la ville, la division a déplacé les 1er et 2e bataillon du 43e régiment par hélicoptère à l'ouest et au nord de la ville respectivement, et a commencé à repousser la PAVN. Alors que deux bataillons du 48e régiment tiennent leurs positions sur la route 333 au nord de Gia Ray, le 7e groupe de Rangers, fatigué et épuisé, est retiré dans la province de Binh Duong pour se reposer et se refaire une santé. Comme tous les bataillons disponibles de la division avaient été engagés, l'État-major général des forces armées de la République du Viêt Nam (Joint General Staff- JGS) déplaça le 4e groupe de Rangers de Kontum à Long Binh où il se reposa, fut rééquipé et mis à la disposition de Đống en tant que réserve:135–6

### 1975
La contre-attaque de la division pour chasser les PAVN du district de Hoai Duc progresse lentement mais sûrement, amplement soutenue par les frappes aériennes de la Force aérienne vietnamienne (Republic of Vietnam Air Force - RVNAF), et le 274e régiment PAVN est contraint de céder du terrain à mesure que les pertes s'accumulent. Pendant ce temps, laissant une petite force d'occupation à Tánh Linh, le 812e régiment de la PAVN, battu par les frappes aériennes, s'est replié dans la jungle profonde entre Tánh Linh et Hoai Duc. Le 33e régiment de la PAVN, dont les rangs ont également été réduits au cours d'une campagne intense d'un mois, tenait toujours des barrages le long de la route 333 à la mi-janvier, mais ressentait la pression des bataillons de la division qui poussaient dans les deux directions le long de la route. Au cours de la dernière semaine de janvier 1975, l'ARVN libère la route de Gia Ray à Hoai Duc et, en février, réoccupe le village de Vo Xu. La campagne de Bình Tuy était terminée, les pertes avaient été élevées pour les deux camps et le secteur oriental éloigné de la province restait sous le contrôle de la PAVN. L'ARVN contrôle toujours la zone la plus peuplée de la province et a empêché la 6e division PAVN de fermer définitivement les deux routes principales de la province, la 20 et la 1, qui traversent la province de Bình Tuy au nord et au sud. Pour prévenir toute tentative de la PAVN de reprendre le contrôle des zones récupérées, le nouveau commandant du 3e corps d'armée, le lieutenant-général Nguyễn Văn Toàn, ordonne à la division de maintenir une force assez importante à Bình Tuy, mais de se préparer à être employée ailleurs en tant que réserve du corps d'armée. À la mi-février, le 43e régiment se trouve le long de la route 333 entre Hoai Duc et Gia Huynh; le quartier général du 52e régiment avec son 2e bataillon se trouve à la base de la division à Xuân Lộc tandis que ses 1er et 3e bataillon opèrent respectivement dans le district de Định Quán et à Gia Ray ; et le 48e régiment est en réserve du corps d'armée au poste de Long Binh:141–2.
Le 14 mars, Toàn ordonne au 48e régiment, renforcé par des véhicules blindés de transport de troupes de la réserve du corps à Long Binh, de renforcer Khiem Hanh et Go Dau Ha. Tandis qu'un bataillon du 48e régiment attaque à l'ouest de Go Dau Ha pour dégager la route 1 vers la frontière cambodgienne, le 46e régiment attaque au nord le long de la route 22 pour aider les territoriaux à dégager la route vers Tay Ninh contre une forte résistance et des tirs d'artillerie intenses, cependant la route 22 entre Go Dau Ha et Tay Ninh reste fermée:165–6. Le reste de la division est dispersé, le 1er bataillon du 43e régiment sécurisant la route 20 au nord de Xuân Lộc, le 2e bataillon étant au sud de Định Quán et le 3e bataillon se trouvant dans la ville du district de Hoai Duc, dans la province de Bình Tuy. Le 52e régiment, moins son 3e bataillon sur la route 1 entre Bien Hoa et Xuân Lộc, se trouve à Xuân Lộc avec des éléments opérant au nord-ouest de la ville:167.
La PAVN commença sa campagne de Long Khánh-Bình Tuy par de fortes attaques contre les positions de l'ARVN sur les deux principales lignes de communication de la région, les routes 1 et 20, frappant des avant-postes, des villes, des ponts et des ponceaux au nord et à l'est de Xuan Loc. Le 17 mars, le 209e régiment d'infanterie de la PAVN et le 210e régiment d'artillerie de la 7e division ouvrent ce qui deviendra la bataille de Xuân Lộc. Le 209e régiment frappe d'abord à Định Quán, au nord de Xuân Lộc, et au pont de La Nga, à l'ouest de Định Quán. Huit chars soutiennent l'assaut initial sur Định Quán, et les tirs d'artillerie de la PAVN détruisent quatre obusiers de 155 mm qui soutiennent les territoriaux. Anticipant l'attaque, Đảo avait renforcé le pont de La Nga la veille, mais les tirs intenses l'obligèrent à se retirer du pont. Après des assauts répétés, le 209e d'infanterie pénètre dans Định Quán et le 2e bataillon du 43e d'infanterie, ainsi que le bataillon du RF, sont contraints de se retirer avec de lourdes pertes le 18 mars:167. 
Toujours le 17 mars, le 3e bataillon du 43e régiment a tué 10 PAVN lors de violents combats au nord-ouest de Hoai Duc. Au même moment, un autre avant-poste du district de Xuân Lộc, Ong Don, défendu par une compagnie du RF et une section d'artillerie, subit une attaque d'artillerie et d'infanterie. L'assaut du PAVN est repoussé avec de lourdes pertes de part et d'autre, et une autre compagnie du RF, envoyée en renfort, se heurte à une forte résistance sur la route 1 à l'ouest d'Ong Don. Au nord d'Ong Don, Gia Ray sur la route 333 était attaquée par le 274e régiment d'infanterie PAVN de la 6e division. Le quartier général de la division se rend donc compte que deux divisions PAVN, la 6e et la 7e, sont engagées à Long Khánh. Alors que la bataille fait rage à Gia Ray, un autre poste sur la route 1 à l'ouest d'Ong Don est attaqué. Pendant ce temps, un pont et un ponceau sur la route 1, de part et d'autre de la jonction avec la route 332, sont détruits par des sapeurs de l'armée de l'Ouest. Ainsi, toutes les forces de l'ARVN à l'est de la route 332 sont isolées de Xuân Lộc par de formidables obstacles et des barrages routiers de la PAVN. Au nord de Xuan Loc, sur la route 20, les hameaux situés le long de la route étaient occupés à des degrés divers par des soldats de la PAVN, et le poste territorial situé loin au nord-est, près de la frontière du Lam Dong, était envahi. Đảo décida de contre-attaquer sur la route 20 avec son 52e régiment, moins un bataillon mais renforcé par le 5e escadron de cavalerie blindée de la province de Tay Ninh. Le régiment reçoit l'ordre de dégager la route jusqu'à Định Quán, mais l'attaque s'arrête rapidement car elle rencontre une forte résistance bien avant son objectif:167–9
Les preuves de l'augmentation des engagements de la PAVN à Long Khánh parviennent au quartier général du 3e corps d'armée à Bien Hoa. Le 141e régiment de la 7e division de la PAVN avait apparemment participé à l'attaque de Định Quán. Hoai Duc est envahi par le 812e régiment PAVN de la 6e division, tandis que les deux autres régiments de cette division, le 33e et le 274e, s'emparent de Gia Ray. Le poste avancé de l'ARVN sur le pic conique de Chua Chan, situé à 670 mètres au-dessus de Modèle:Xuân Lộc et offrant une excellente observation, tombe également aux mains des forces de la 6e division de l'armée de l'Ouest et Xuân Lộc commence à recevoir des tirs d'artillerie, y compris des tirs de 105 mm. Toàn réagit à la menace naissante sur son flanc est d'abord en envoyant le 5e escadron de cavalerie blindée puis un bataillon du 48e régiment de Tay Ninh à Long Khánh:169.
Le reste du 48e régiment est toujours fortement engagé près de Go Dau Ha. Le 3e bataillon entre en contact avec une compagnie PAVN à l'ouest de la rivière Vàm Cỏ Đông le 17 mars, en tue 36 et capture un certain nombre d'armes:169. Le 26 mars, Toàn envoie le quartier général et deux bataillons du 48e régiment renforcer Khiem Hanh:169.
Le 1er avril, Toàn renvoie le quartier général et deux bataillons du 48e régiment à la division. Le régiment s'installe dans la région de Xuân Lộc mais envoie son 2e bataillon dans le district de Hàm Tân sur la côte de la province de Bình Tuy pour sécuriser la ville et le port alors qu'un grand nombre de réfugiés affluent dans la province depuis le nord. Environ 500 soldats, survivants de la 2e division, font partie de ceux qui arrivent du 1er Corps. Une fois réorganisés et rééquipés, ils prendront en charge la mission de sécurité à Hàm Tân. Pendant ce temps, le 52e régiment avance sur la route 20 au sud de Định Quán et, au cours de combats acharnés le 1er avril, il tue plus de 50 soldats de la PAVN. Le 43e régiment se bat à l'est sur la route 1, près de Xuân Lộc et est en contact avec une importante force de la PAVN:172.
Après que la première tentative des PAVN de s'emparer de Xuân Lộc ait été solidement repoussée, la 341e division des PAVN lance, le 9 avril, un second assaut sur la ville. L'infanterie et les chars sont précédés d'un bombardement d'artillerie d'environ 4 000 obus, l'un des plus importants de la guerre. Les chars tirant dans les rues, des combats au corps à corps s'engagent dans une bataille féroce qui dure jusqu'à la tombée de la nuit. À ce moment-là, le 43e régiment avait chassé de la ville la majeure partie de la force PAVN, et la base du 52e régiment sur la route 20 était toujours aux mains de l'ARVN. Les PAVN reprennent l'attaque le lendemain, en engageant cette fois le 165e régiment de la 7e division ainsi que des régiments de la 6e et de la 34e division; l'attaque échoue à nouveau. À l'ouest de Xuân Lộc, entre Trảng Bom et l'intersection des routes 1 et 20, la 322e Task Force de l'ARVN et la 1re brigade aéroportée (deux bataillons) tentent de se frayer un chemin vers l'est en se heurtant à une forte résistance. Les PAVN attaquent la base arrière du 52e régiment sur la route 20, le 43e d'infanterie à Xuân Lộc et le 82e bataillon de Rangers le 11 avril, troisième jour de la bataille. A ce moment-là, le bataillon du 48e régiment qui sécurise Hàm Tân retourne à Xuân Lộc et la 1re brigade aéroportée se rapproche de la ville. La Task Force 322 progresse très lentement en ouvrant la route de Trảng Bom à Xuân Lộc, et Toàn ordonne à la Task Force 315 de Cu Chi de venir en renfort. Le 12, des bataillons du 52e régiment se livrent encore à de violents combats au nord de Xuân Lộc, mais la ville, bien que démolie, est toujours tenue par le 43e régiment. Les pertes de la PAVN à ce stade dépassaient probablement 800 tués, cinq capturés, 300 armes capturées et 11 chars T-54 détruits. Les pertes de l'ARVN étaient modérées. La majeure partie du 43e régiment se tient à l'est de la ville ; le 48e est au sud-ouest ; la 1re brigade aéroportée est au sud mais se déplace vers le nord en direction du 82e bataillon de Rangers ; et la 322e force opérationnelle est sur la route 1 à l'ouest de la jonction de la route 20 et attaque en direction de Xuân Lộc. Deux missions de ravitaillement ont été effectuées dans la ville assiégée ; le 12 avril, des hélicoptères CH-47 Chinook ont apporté 93 tonnes de munitions d'artillerie et 100 tonnes le lendemain. Pendant ce temps, les avions de la RVNAF, volant contre d'intenses tirs antiaériens, infligent un lourd tribut aux divisions de la PAVN autour de Xuân Lộc. À 14h00 le 12 avril, les C-130 Hercules de la RVNAF ont largué deux bombes thermobariques CBU-55 sur les positions PAVN dans la ville de Xuan Vinh, près de Xuân Lộc, tuant environ 200 soldats PAVN. L'assaut des PAVN reprend le 13 avril. À cette date, sept des neuf régiments des 6e, 7e et 341e division ont été engagés dans la bataille. L'attaque commence à 4h50 contre le quartier général et le 1er bataillon du 43e régiment et dure jusqu'à 9h30. Lorsque les PAVN se sont retirés, ils ont laissé 235 morts et une trentaine d'armes sur le terrain. L'attaque reprend à midi et dure jusqu'à 15h00, mais le 43e, avec un soutien important de la RVNAF, tient bon. Pendant ce temps, la 1re Brigade aéroportée continue d'attaquer au nord vers Xuân Lộc et la Task Force 322, maintenant renforcée par les 315ème et 316ème Task Forces, frappe depuis l'ouest. Les observateurs de la RVNAF avaient découvert deux batteries de canons de 30 mm au nord-est de Xuân Lộc et les prirent d'assaut. La PAVN continua d'envoyer des forces supplémentaires au sein du 3e corps d'armée, les 320B et 325e division se déplaçant vers Long Khánh où elles entrèrent dans la bataille le 15 avril. Un bombardement d'artillerie de 1 000 obus tomba sur le quartier général et le 3e bataillon du 52e régiment, un bataillon d'artillerie et des éléments du 5e escadron de cavalerie blindée, quatre obusiers de 155 mm et huit obusiers de 105 mm furent détruits, et l'attaque de l'infanterie et des chars de la PAVN força les forces de l'ARVN à reculer le long de la route 1. Les forces blindées de la route 1 durent également se retirer, la moitié de leur équipement ayant été détruite. La 1re brigade aéroportée, frustrée dans son attaque vers Xuân Lộc, se retire à travers les plantations et les jungles vers Bà Rịa dans la province de Phước Tuy:173–7.
Le 19 avril, alors que le JGS ordonnait un retrait général de Xuân Lộc, une nouvelle ligne de défense fut formée à l'est de Bien Hoa dans la ville de Trảng Bom, défendue par les restes de la division, la 468e brigade de Marines et la 258e brigade de Marines reconstituée:465. À 4h00 le 27 avril, la 341e division PAVN a attaqué Trang Bom, l'attaque initiale a été repoussée mais à 8h00, les attaques sur les flancs ont percé et la ville a été capturée, la division subissant de lourdes pertes lors de sa retraite. La PAVN avance ensuite jusqu'à la ville de Hố Nai (aujourd'hui Tân Hòa), tenue par les Marines:475. Hố Nai est défendue par le 6e bataillon de Marines, un char M48 Patton du 3e blindé et les forces populaires. Après un barrage d'artillerie, les PAVN attaquèrent Hố Nai, mais furent accueillis par l'artillerie de l'ARVN, perdant 30 morts et détruisant un char T-54 avant de se retirer. Le 28 avril, la 341e attaque à nouveau avec cinq T-54 soutenus par un régiment d'infanterie, mais elle est repoussée lors de trois attaques distinctes, perdant trois T-54 et de nombreux soldats. Le 29 avril, l'ensemble de la 341e division attaqua Hố Nai et fut à nouveau repoussée en deux heures de combat. À midi, les Marines reçurent l'ordre de se retirer pour défendre Bien Hoa et Long Binh. Le général de brigade Trần Quang Khôi, commandant de la 3e blindée, fut chargé de défendre Bien Hoa, bien que les bombardements du PAVN aient rendu la base inutilisable. Voyant les forces régulières quitter Hố Nai, les PAVN renouvellent leur assaut à minuit le 30 avril, mais les forces populaires de la ville ripostent et ne sont maîtrisées qu'à l'aube. Les PAVN avancent ensuite vers Bien Hoa, où ils sont accueillis par le 3e blindé ; c'est à ce moment que le 4e corps des PAVN change l'axe de son avance vers le sud:483–5. Le matin du 30 avril, la division et les Marines reçoivent l'ordre de se retirer de Long Binh sur la rive ouest de la rivière Đồng Nai, tandis que les 81e Rangers tiennent la base aérienne de Biên Hòa et que le 3e blindé tient Bien Hoa:488–90. Le 3e blindé se déplaçait depuis Bien Hoa pour attaquer les forces de la PAVN lorsqu'il entendit l'émission de reddition du président Dương Văn Minh et Khôi stoppa son avancée et dissout l'unité. Les 81e Rangers avaient abandonné la base et s'étaient déplacés à l'ouest de la rivière Đồng Nai lorsqu'ils entendirent le message de reddition et marchèrent ensuite vers Saigon pour se rendre à la PAVN:493–4.

## Organisation
Unités constitutives :
- 43e régiment d'infanterie
- 48e régiment d'infanterie
- 53e régiment d'infanterie
- 180e, 181e, 182e et 183e bataillon d'artillerie
- 5e escadron de cavalerie blindée
- 87e équipe consultative américaine

## Commandants
| N° | Nom complet     | Grade                                                                | Durée du mandat  | Commentaires                                                                           |
| -- | --------------- | -------------------------------------------------------------------- | ---------------- | -------------------------------------------------------------------------------------- |
| 1  | Nguyễn Văn Mạnh | Colonel                                                              | 5/1965-8/1965    | Plus tard, lieutenant général de l’état-major général, adjoint de l’état-major général |
| 2  | Lữ Lan          | Général de brigade Général de division (11/1965)                     | 8/1965-9/1966    | Plus tard, lieutenant-général, commandant en chef du Collège de défense nationale      |
| 3  | Đỗ Kế Giai      | Colonel Général de brigade (11/1967)                                 | 9/1966-8/1969    | Plus tard, le général de division, commandant en chef du Central Ranger Command        |
| 4  | Lâm Quang Thơ   | Général de brigade Général de division (8/1970)                      | 8/1969-4/1972    | Plus tard, il était le commandant de l’école nationale d’arts martiaux de Da Lat.      |
| 5  | Lê Minh Đảo     | Colonel Général de brigade (11/1972) Général de division (21/4/1975) | 4/1972-30/4/1975 | Dernier commandant                                                                     |